# コクトー・ツインズ
コクトー・ツインズ（Cocteau Twins）は、1979年から1997年に活動したイギリス、スコットランドのロック・バンド。
ボーカルのエリザベス・フレイザーが「Q誌の選ぶ歴史上最も偉大な100人のシンガー」において第66位にランクインしている。

## 初期
1979年に、ロビン・ガスリー（Robin Guthrie、ギター）とウィル・ヘッジー（Will Heggie、ベース）がバンドを結成し、これに、地元のディスコで出会ったエリザベス・フレイザー（Elizabeth Fraser）がボーカルとして加わった。
バンドは、当時、ジョイ・ディヴィジョン、バースデー・パーティー、セックス・ピストルズ、スージー・アンド・ザ・バンシーズの影響を受けており、コクトー・ツインズというバンド名は、シンプル・マインズの初期の未発表曲に由来している。
1982年に4ADレコードからリリースされた彼らのデビュー・アルバム『ガーランズ』は、続くシングル「Lullabies」とともに直ちに成功を収めた。フレイザーの先例のない独特な、時に何を歌っているか判読しがたいボーカル・スタイルは特に注目を集めた。

## 1980年代中期
1983年のセカンド・シングル「Peppermint Pig」発表後のツアーが終わって、ウィル・ヘッジーがグループを去った。バンドの最初の3作は、ヘッジーのリズミカルなベース・ライン、ガスリーのミニマリスティックなギター、フレイザーのボーカルの3つで成り立っていたが、2枚目のアルバム『ヘッド・オーバー・ヒールズ』では、後の2つだけに頼らざるを得なくなった。これはコクトー・ツインズの特徴的なサウンドを成長させることになった。このころから三拍子の曲が多くなる。フレイザーの声は幽玄と粗野が入り交じり、ガスリーの強いエフェクトがかかったギターと結びついた。前作とはまったく異なったものになったが、『ヘッド・オーバー・ヒールズ』はマスコミにも一般にも好評で迎えられた。
1983年に、コクトー・ツインズは4ADのディス・モータル・コイルのプロジェクトに参加し、そこでのガスリーとフレイザーによるティム・バックリィの「Song to the Siren」のカバーは大ヒットした。また、この作業中に彼らはサイモン・レイモンド（Simon Raymonde）に出会い、彼はこの年のうちにベースとしてグループに加わった。サイモンが加わったコクトー・ツインズは、サード・アルバム『トレジャー - 神々が愛した女たち』（1984年）、シングル「Aikea-Guinea」（1985年）等の評価の高い名作を続々とリリースした。
レイモンドは、ディス・モータル・コイルのセカンド・アルバムに関わっていたため、1986年のコクトー・ツインズの4作目のアルバム『ビクトリアランド』のレコーディングには参加していない。彼は、同年にハロルド・バッドと共作したアルバム『ムーン・アンド・メロディーズ』では、グループに戻っている。
コクトー・ツインズは、世界的には4ADにとどまっていたが、1988年にアメリカでの配給に関してついにメジャーレーベルのキャピトル・レコードと契約を結んだ。また、この年の10月には5枚目のアルバム『ブルー・ベル・ノール』をリリースした。

## 1990年代初期
コクトー・ツインズが『ヘッド・オーバー・ヒールズ』で追求し始めたスタイルは、1990年後半にリリースされた6枚目のアルバム『ヘブン・オア・ラスベガス』で頂点に達した。このアルバムは商業的に最も成功したが、4ADの創始者アイヴォ・ワッツ＝ラッセルとの諍いやガスリーのアルコールを含む薬物中毒等が原因で、バンドは4ADと袂を分かつこととなる。コクトー・ツインズは、英国その他ではマーキュリー・レコードのフォンタナ・レーベルと契約を結び、アメリカではキャピトルとの関係を維持した。
1993年にリリースされた7枚目のアルバム『フォー・カレンダー・カフェ』は、『ブルー・ベル・ノウル』や『ヘブン・オア・ラスベガス』での処理を重ねた複雑で重層的なサウンドから離れ、水晶のように透明でミニマルなアレンジが施された。これは、歌詞がはっきりと聞き取れることとも相まって、賛否両論を引き起こした。

## 1990年代中期と解散
1995年に発売された2枚のシングルのうち、「Twinlights」はピアノとアコースティック・ギターとボーカルだけのアコースティックな曲であり、一方、「Otherness」はシーフィール（Seefeel）のマーク・クリフォード（Mark Clifford）との共作で、コクトー・ツインズの曲のエレクトロニックなリミックスであったが、ともにバンドのこれまでのシングルとはまったく異なったもので、実験的と評された。
1996年には、これらのシングルの曲を一部含む8枚目のアルバム『ミルク&キス』がリリースされ、そこから「Tishbite」と「Violaine」の2枚のシングルがカットされた（いずれもカップリング曲が異なる2バージョンがある）。バンドは精力的にツアーを行い、そこで披露された「Touch Upon Touch」がコクトー・ツインズの最後の曲となった。この曲のレコーディングはツアーの前に行われていた。
1997年の9枚目で最後となるはずだったアルバムのレコーディング中に、バンドは突如として解散した。部分的に録音され完成することができる曲もあったが、バンドはどんな形であれ完成されたり、リリースされることはないだろうと述べている。
2005年1月31日に、コクトー・ツインズは、4月30日の「Coachella Valley Music and Arts Festival」で再結成し演奏すると発表したが、これはフレイザーの個人的理由により3月16日にキャンセルされた。

## メンバー
- エリザベス・フレイザー (Elizabeth Fraser) – ボーカル (1981年–1997年)
- ロビン・ガスリー （Robin Guthrie) – ギター、ベース、ドラムマシン、プロデュース (1979年–1997年)
- ウィル・ヘッジー（Will Heggie) – ベース (1979年–1983年)
- サイモン・レイモンド（Simon Raymonde) – ベース、ギター、ピアノ (1983年–1997年)

ツアー参加: 
- ベン・ブレークマン (Ben Blakeman) – ギター (1990年–1994年)
- 舘 美津男 (Mitsuo Tate) – ギター (1989年–1996年)
- ベニー・ディ・マッサ（英語版） (Benny Di Massa) – ドラム (1994年–1996年)
- デイビッド・ポールフリーマン (David Palfreeman) – パーカッション (1993年–1996年)

## ディスコグラフィ

### アルバム
- 『ガーランズ』 - Garlands (1982年)
- 『ヘッド・オーバー・ヒールズ』 - Head over Heels (1983年)
- 『トレジャー - 神々が愛した女たち』 - Treasure (1984年)
- 『ビクトリアランド』 - Victorialand (1986年)
- 『ムーン・アンド・メロディーズ』 - The Moon and The Melodies (1986年) ※ハロルド・バッドとの共作
- 『ブルー・ベル・ノール』 - Blue Bell Knoll (1988年)
- 『ヘブン・オア・ラスベガス』 - Heaven or Las Vegas (1990年) ※旧邦題『天国、それともラス・ヴェガス』
- 『フォー・カレンダー・カフェ』 - Four-Calendar Café (1993年)
- 『ミルク&キス』 - Milk and Kisses (1996年) ※香港の歌手フェイ・ウォンが収録曲「Serpentskirt」にゲスト参加している（アジア盤のみ）。

### コンピレーション・アルバム
- 『ザ・ピンク・オーペイク』 - The Pink Opaque (1985年)
- 『シングル・コレクション』 - Cocteau Twins (1991年) ※シングル10枚とボーナス盤のボックスセット
- Cocteau Twins BBC Sessions (2000年) ※1983年から1996年までのBBCの番組でのライブを集めた2枚組
- 『スターズ・アンド・トップソイル - コクトー・ツインズ・コレクション1982-1990』 - Stars and Topsoil (2000年) ※メンバーにより自選され、ガスリーによってデジタル・リマスターされたベスト盤
- Lullabies to Violaine: Singles and Extended Plays 1982-1996 (2005年) ※アルバム未収録曲全曲を収めた4枚組ボックスセット、10,000枚限定
- 『ララバイズ・トゥ・ヴァイオレイン:1982-1990 VOL.1』 - Lullabies to Violaine, Volume 1: Singles and Extended Plays 1982-1990 (2006年) ※上記ボックスセットの前半2枚
- 『ララバイズ・トゥ・ヴァイオレイン:1993-1996 VOL.2』 - Lullabies to Violaine, Volume 2: Singles and Extended Plays 1993-1996 (2006年) ※上記ボックスセットの後半2枚

### シングル
- "Lullabies" (1982年)
- "Peppermint Pig" (1983年)
- 「サンバースト・アンド・スノーブラインド」 - "Sunburst and Snowblind" (1983年)
- "Pearly-Dewdrops' Drops" (1984年)
- "The Spangle Maker" (1984年)
- "Aikea-Guinea" (1985年)
- 「タイニー・ダイナミン」 - "Tiny Dynamine" (1985年)
- 「エコーズ・イン・ア・シャロー・ベイ」 - "Echoes in a Shallow Bay" (1985年)
- "Love's Easy Tears" (1986年)
- "Carolyn's Fingers" (1988年)
- "Iceblink Luck" (1990年)
- "Heaven Or Las Vegas" (1990年)
- 「エソルブロス」 - "Athol-Brose" (1992年) ※日本限定盤
- "Evangeline" (1993年)
- "Snow" (1993年)
- "Bluebeard" (1994年)
- "Twinlights" (1995年)
- "Otherness" (1995年)
- "Tishbite" (1996年)
- "Violaine" (1996年)